# Söngvakeppnin
El Söngvakeppnin (conocido hasta 1990 como Söngvakeppni Sjónvarpsstöðva y hasta 2012 como Söngvakeppni Sjónvarpsins) es una competición musical organizada por el servicio de radiodifusión pública de Islandia, Ríkisútvarpið (RÚV), para elegir al representante del país en el Festival de la Canción de Eurovisión.

## Formato
El concurso se organizó por primera vez en 1986, cuando Islandia hizo su debut en el Festival de Eurovisión. Desde entonces, el Söngvakeppnin se ha utilizado para seleccionar la canción islandesa, aunque también se ha utilizado una selección interna entre 1995 y 1999,en 2004 y 2005, y en  2021.
El evento consiste en una competencia entre distintos artistas y estilos musicales, donde se presentan entre 5 a 10 canciones. En años anteriores, el concurso consistía en una sola gala. Sin embargo, desde 2006 el certamen se estructura en una serie de semifinales previas antes de llegar a la gala final.
No siempre los artistas ganadores en el Söngvakeppnin participaron después en el Festival, pues la RÚV decidió cambiar a sus artistas para Eurovisión. Eso es lo ocurrió en 1986, cuando Pálmi Gunnarson (ganador del concurso) cantó junto a Eiríkur Hauksson y Helga Möller, formando el grupo ICY. En 1994, la RÚV no estuvo conforme con la canción ganadora, por lo que llamó a Frank McNamara para arreglar el tema y escoger a una nueva cantante.
Hasta 2007, y luego entre 2011 y 2013, las canciones que participaban en el Söngvakeppnin solamente podían ser cantadas en islandés, y, desde 2000, una vez ganaban eran traducidas al inglés. Entre 2008 y 2010 las canciones íntegramente en otros idiomas pudieron participar. En 2014, en la superfinal, y desde 2015, en la final, las canciones pudieron interpretarse en el idioma en que se presentarían en el Festival.

## Ganadores
| Año  | Canción                                         | Artista(s)                                        | Compositor(es)                                                                      | Eurovisión                       | Eurovisión                       | Eurovisión                                                        | Eurovisión                                                        | Eurovisión                                                        | Eurovisión                                                        |
| Año  | Canción                                         | Artista(s)                                        | Compositor(es)                                                                      | Intérprete                       | Canción                          | Final                                                             | Puntos                                                            | Semifinal                                                         | Puntos                                                            |
| ---- | ----------------------------------------------- | ------------------------------------------------- | ----------------------------------------------------------------------------------- | -------------------------------- | -------------------------------- | ----------------------------------------------------------------- | ----------------------------------------------------------------- | ----------------------------------------------------------------- | ----------------------------------------------------------------- |
| 1986 | Gleðibankinn (El banco de la alegría)           | Pálmi Gunnarsson                                  | Magnús Eiríksson                                                                    | ICY                              |                                  | 16                                                                | 19                                                                | Sin semifinal                                                     | Sin semifinal                                                     |
| 1987 | Hægt og hljótt (Léntamente y en silencio)       | Halla Margrét Árnadóttir                          | Valgeir Guðjónsson                                                                  | Halla Margrét Árnadóttir         |                                  | 16                                                                | 28                                                                | Sin semifinal                                                     | Sin semifinal                                                     |
| 1988 | Þú og þeir (Sókrates) (Tú y ellos (Sócrates))   | Sverrir Stormsker Stefán Hilmarsson               | Sverrir Stormsker                                                                   | Beathoven                        |                                  | 16                                                                | 20                                                                | Sin semifinal                                                     | Sin semifinal                                                     |
| 1989 | Það sem enginn sér (Lo que nadie ve)            | Daníel Ágúst Haraldsson                           | Valgeir Guðjónsson                                                                  | Daníel Ágúst Haraldsson          |                                  | 22                                                                | 0                                                                 | Sin semifinal                                                     | Sin semifinal                                                     |
| 1990 | Eitt lag enn (Una canción más)                  | Sigríður Beinteinsdóttir Grétar Örvarsson         | Hörður G. Ólafsson Aðalsteinn Ásberg Sigurðsson                                     | Stjórnin                         |                                  | 4                                                                 | 124                                                               | Sin semifinal                                                     | Sin semifinal                                                     |
| 1991 | Draumur um Nínu (El sueño sobre Nina)           | Stefán Hilmarsson Eyjólfur Kristjánsson           | Eyjólfur Kristjánsson                                                               | Stefán & Eyfi                    |                                  | 15                                                                | 26                                                                | Sin semifinal                                                     | Sin semifinal                                                     |
| 1992 | Nei eða já (¿Sí o no?)                          | Sigríður Beinteinsdóttir Sigrún Eva Ármannsdottir | Friðrik Karlsson Grétar Örvarsson Stefán Hilmarsson                                 | Heart 2 Heart                    |                                  | 7                                                                 | 80                                                                | Sin semifinal                                                     | Sin semifinal                                                     |
| 1993 | Þá veistu svarið (Entonces sabrás la respuesta) | Ingibjörg Stefánsdóttir                           | Jon Kjell Seljeseth Friðrik Sturluson                                               | Inga                             |                                  | 13                                                                | 42                                                                | Sin semifinal                                                     | Sin semifinal                                                     |
| 1994 | Nætur (Noches)                                  | Sigrún Eva Ármannsdóttir                          | Friðrik Karlsson Stefán Hilmarsson                                                  | Sigga                            |                                  | 12                                                                | 49                                                                | Sin semifinal                                                     | Sin semifinal                                                     |
| 1995 | No se celebró (Elección interna)                | No se celebró (Elección interna)                  | No se celebró (Elección interna)                                                    | No se celebró (Elección interna) | No se celebró (Elección interna) | No se celebró (Elección interna)                                  | No se celebró (Elección interna)                                  | No se celebró (Elección interna)                                  | No se celebró (Elección interna)                                  |
| 1996 | No se celebró (Elección interna)                | No se celebró (Elección interna)                  | No se celebró (Elección interna)                                                    | No se celebró (Elección interna) | No se celebró (Elección interna) | No se celebró (Elección interna)                                  | No se celebró (Elección interna)                                  | No se celebró (Elección interna)                                  | No se celebró (Elección interna)                                  |
| 1997 | No se celebró (Elección interna)                | No se celebró (Elección interna)                  | No se celebró (Elección interna)                                                    | No se celebró (Elección interna) | No se celebró (Elección interna) | No se celebró (Elección interna)                                  | No se celebró (Elección interna)                                  | No se celebró (Elección interna)                                  | No se celebró (Elección interna)                                  |
| 1998 | No se celebró (Eliminado)                       | No se celebró (Eliminado)                         | No se celebró (Eliminado)                                                           | No se celebró (Eliminado)        | No se celebró (Eliminado)        | No se celebró (Eliminado)                                         | No se celebró (Eliminado)                                         | No se celebró (Eliminado)                                         | No se celebró (Eliminado)                                         |
| 1999 | No se celebró (Eleccion interna)                | No se celebró (Eleccion interna)                  | No se celebró (Eleccion interna)                                                    | No se celebró (Eleccion interna) | No se celebró (Eleccion interna) | No se celebró (Eleccion interna)                                  | No se celebró (Eleccion interna)                                  | No se celebró (Eleccion interna)                                  | No se celebró (Eleccion interna)                                  |
| 2000 | Hvert sem er (En cualquier lugar)               | Einar Ágúst Víðisson Telma Ágústsdóttir           | Örlygur Smári Sigurður Örn Jónsson                                                  | August & Telma                   | Tell me!                         | 12                                                                | 45                                                                | Sin semifinal                                                     | Sin semifinal                                                     |
| 2001 | Birta                                           | Kristján Gíslason Gunnar Ólason                   | Einar Bárðarson Magnús Þór Sigmundsson                                              | Two Tricky                       | Angel                            | 22                                                                | 3                                                                 | Sin semifinal                                                     | Sin semifinal                                                     |
| 2002 | No se celebró (Eliminado)                       | No se celebró (Eliminado)                         | No se celebró (Eliminado)                                                           | No se celebró (Eliminado)        | No se celebró (Eliminado)        | No se celebró (Eliminado)                                         | No se celebró (Eliminado)                                         | No se celebró (Eliminado)                                         | No se celebró (Eliminado)                                         |
| 2003 | Segðu mér allt (Cuéntame todo)                  | Birgitta Haukdal                                  | Hallgrímur Óskarsson Birgitta Haukdal Brynjarsdóttir                                |                                  | Open your heart                  | 8                                                                 | 81                                                                | Sin semifinal                                                     | Sin semifinal                                                     |
| 2004 | No se celebró (Elección interna)                | No se celebró (Elección interna)                  | No se celebró (Elección interna)                                                    | No se celebró (Elección interna) | No se celebró (Elección interna) | No se celebró (Elección interna)                                  | No se celebró (Elección interna)                                  | No se celebró (Elección interna)                                  | No se celebró (Elección interna)                                  |
| 2005 | No se celebró (Elección interna)                | No se celebró (Elección interna)                  | No se celebró (Elección interna)                                                    | No se celebró (Elección interna) | No se celebró (Elección interna) | No se celebró (Elección interna)                                  | No se celebró (Elección interna)                                  | No se celebró (Elección interna)                                  | No se celebró (Elección interna)                                  |
| 2006 | Til hamingju Ísland (Felicidades Islandia)      | Silvía Nótt                                       | Þorvaldur Bjarni Þorvaldsson Silvía Nótt                                            | Silvía Night                     | Congratulations                  | No clasificó                                                      | No clasificó                                                      | 13                                                                | 62                                                                |
| 2007 | Ég les í lófa þínum (Lo leí en tus manos)       | Eiríkur Hauksson                                  | Sveinn Rúnar Sigurðsson Kristján Hreinsson                                          |                                  | Valentine lost                   | No clasificó                                                      | No clasificó                                                      | 13                                                                | 77                                                                |
| 2008 | Fullkomið líf (Vida perfecta)                   | Eurobandið                                        | Örlygur Smári Paul Oscar Peter Fenner                                               |                                  | This is my life                  | 14                                                                | 64                                                                | 8                                                                 | 68                                                                |
| 2009 | Is it true? (¿Es verdad?)                       | Jóhanna Guðrún Jónsdóttir                         | Óskar Páll Sveinsson Tinatin Japaridze Chris Neil                                   |                                  |                                  | 2                                                                 | 218                                                               | 1                                                                 | 174                                                               |
| 2010 | Je ne sais quoi (No sé qué)                     | Hera Björk                                        | Örlygur Smári Hera Björk                                                            |                                  |                                  | 19                                                                | 41                                                                | 3                                                                 | 123                                                               |
| 2011 | Aftur heim (De vuelta a casa)                   | Sigurjón's Friends                                | Sigurjón Brink Þórunn Erna Clausen                                                  |                                  | Coming home                      | 20                                                                | 61                                                                | 4                                                                 | 100                                                               |
| 2012 | Mundu eftir mér (Recuérdame)                    | Gréta Salóme Jónsi                                | Gréta Salóme Stefánsdóttir                                                          |                                  | Never forget                     | 20                                                                | 46                                                                | 8                                                                 | 75                                                                |
| 2013 | Ég Á Líf (Tengo vida)                           | Eyþór Ingi Gunnlaugsson                           | Örlygur Smári Pétur Örn                                                             |                                  |                                  | 17                                                                | 47                                                                | 6                                                                 | 72                                                                |
| 2014 | Enga Fordóma (No hay prejuicios)                | Pollapönk                                         | Heiðar Örn Kristjánsson Haraldur F. Gíslason                                        |                                  | No Prejudice                     | 15                                                                | 58                                                                | 8                                                                 | 61                                                                |
| 2015 | Lítil skref (Pequeños pasos)                    | María Ólafsdóttir                                 | Ásgeir Orri Ásgeirsson Pálmi Ragnar Ásgeirsson Sæþór Kristjánsson María Ólafsdóttir |                                  | Unbroken                         | No clasificó                                                      | No clasificó                                                      | 15                                                                | 14                                                                |
| 2016 | Raddirnar (Los escucho llamar)                  | Gréta Salóme                                      | Gréta Salóme Stefánsdóttir                                                          |                                  | Hear Them Calling                | No clasificó                                                      | No clasificó                                                      | 14                                                                | 51                                                                |
| 2017 | Ég veit það (Papel)                             | Svala                                             | Svala Björgvinsdóttir Einar Egilsson Lester Mendez Lily Elise                       |                                  | Paper                            | No clasificó                                                      | No clasificó                                                      | 15                                                                | 60                                                                |
| 2018 | Heim (Nuestra elección)                         | Ari Ólafsson                                      | Þórunn Erna Clausen                                                                 |                                  | Our Choice                       | No clasificó                                                      | No clasificó                                                      | 19                                                                | 15                                                                |
| 2019 | Hatrið mun sigra (El odio prevalecerá)          | Hatari                                            | Einar Hrafn Stefánsson Klemens Nikulásson Hannigan Matthías Tryggvi Haraldsson      |                                  |                                  | 10                                                                | 232                                                               | 3                                                                 | 221                                                               |
| 2020 | Gagnamagnið (Pensar en cosas)                   | Daði Freyr                                        | Daði Freyr Pétursson                                                                | Daði & Gagnamagnið               | Think about things               | Edición cancelada debido a Pandemia de enfermedad por coronavirus | Edición cancelada debido a Pandemia de enfermedad por coronavirus | Edición cancelada debido a Pandemia de enfermedad por coronavirus | Edición cancelada debido a Pandemia de enfermedad por coronavirus |
| 2021 | No se celebró (Elección interna)                | No se celebró (Elección interna)                  | No se celebró (Elección interna)                                                    | No se celebró (Elección interna) | No se celebró (Elección interna) | No se celebró (Elección interna)                                  | No se celebró (Elección interna)                                  | No se celebró (Elección interna)                                  | No se celebró (Elección interna)                                  |
| 2022 | Með hækkandi sól (Con el Sol naciente)          | Sigga, Betta & Elín                               | Lovísa Elísabet Sigrúnardóttir                                                      | Systur                           |                                  | 23                                                                | 20                                                                | 10                                                                | 103                                                               |
| 2023 | Power                                           | Diljá                                             | Diljá Pétursdóttir, Pálmi Ragnar Ásgeirsson                                         |                                  |                                  | No clasificó                                                      | No clasificó                                                      | 11                                                                | 44                                                                |
| 2024 | Scared of heights (Miedo a las alturas)         | Hera Björk                                        | Ásdís María Viðarssdóttir, Ferras Alqaisi, Jaro Omar, Michael Burem                 |                                  |                                  | No clasificó                                                      | No clasificó                                                      | 15                                                                | 3                                                                 |
| 2025 | Róa (Rema)                                      | Væb                                               | Matthías Davíð Matthíasson, Hálfdán Helgi Matthíasson, Ingi Þór Garðarsson          |                                  |                                  | 25                                                                | 33                                                                | 6                                                                 | 97                                                                |